# Gerard King
Gerard King (ur. 25 listopada 1972 w Nowym Orleanie) – amerykański koszykarz, występujący na pozycji silnego skrzydłowego, mistrz NBA z 1999 roku.

## Osiągnięcia
NCAA
- Uczestnik turnieju NCAA (1995)
- Lider konferencji Southland w przechwytach (1994 – 2,3)[1]

Europa
- Uczestnik rozgrywek Puchar Koracia (1997/98)

NBA
- Mistrz NBA (1999)[2]

Reprezentacja
- Brązowy medalista mistrzostw świata (1998)[3]